# Aletris yaanica
Aletris yaanica är en enhjärtbladig växtart som beskrevs av G.H.Yang. Aletris yaanica ingår i släktet Aletris och familjen myrliljeväxter. Inga underarter finns listade i Catalogue of Life.